# Sporangium

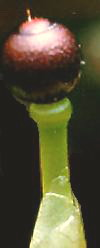
Die Sporenkapsel der Moose (hier bei Sphagnum) ist ein Sporangium

Als Sporangium oder Sporenbehälter bezeichnet man in der Botanik und Mykologie die Bildungsstätte von Sporen bei Pilzen, Algen und Pflanzen.

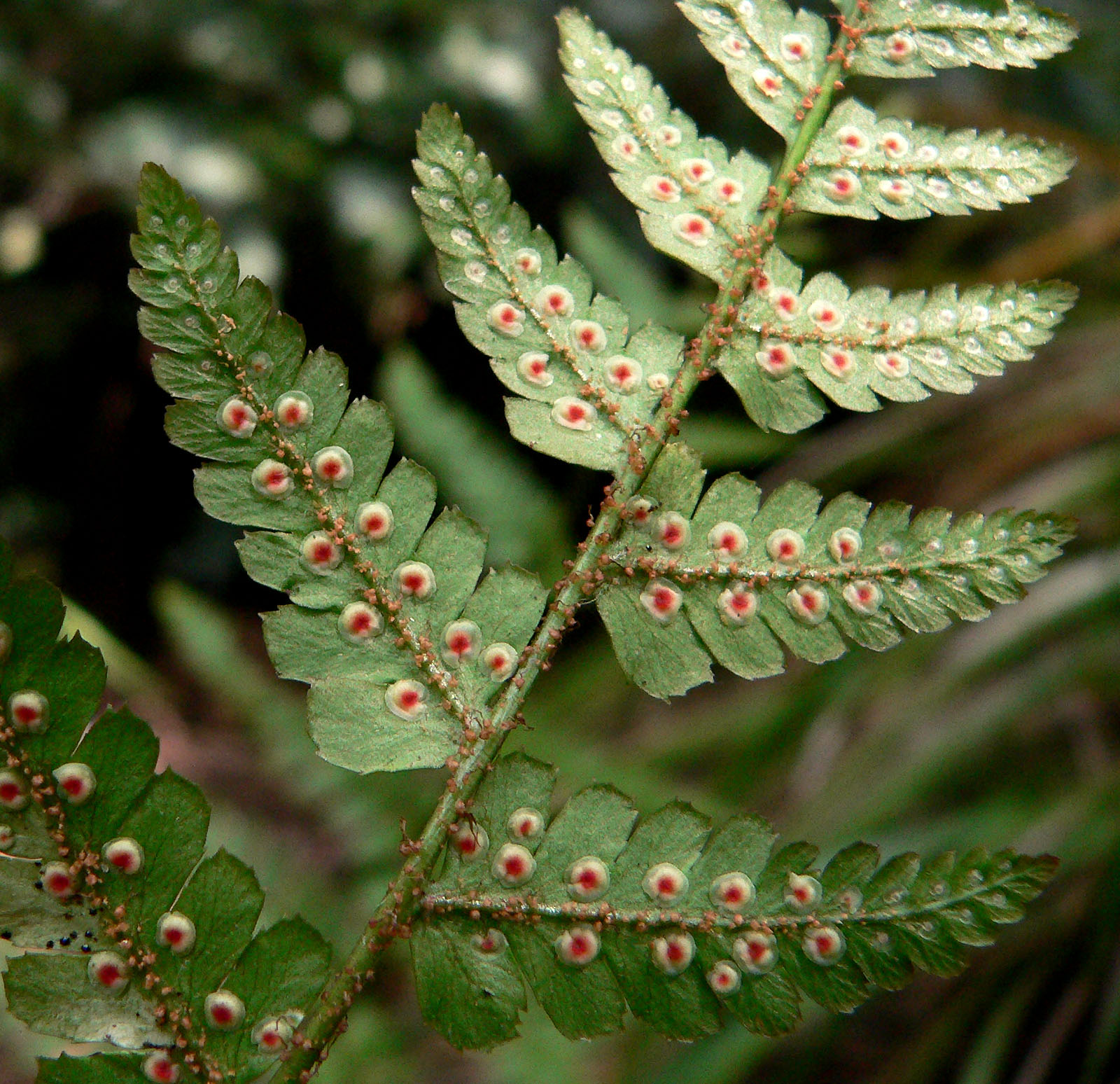
Blattunterseite des Farns Dryopteris erythrosora mit in Sori zusammengelagerten Sporangien

Bei Schleimpilzen bezeichnet Sporangium eine spezielle Gestalt des Fruchtkörpers, bei der sich ein Plasmodium in mehrere bis tausende einzelne Sporenträger aufteilt.
Die Anschwellung einer Hyphe unterhalb des Sporangiums, die bei manchen Pilzen auftritt, heißt auch Apophyse.
In einem engeren Sinne ist die Bezeichnung Sporangium auf die Behälter mit einer sterilen Wand beschränkt, in denen bei den Pflanzen die Meiosporen entstehen. Bei etlichen Sippen sind die gebildeten Meiosporen unterschiedlich groß: Die Sporangien, in denen dann die kleineren (männlichen) Mikrosporen gebildet werden, heißen Mikrosporangien; die Bildungsorte der größeren (weiblichen) Mega- oder Makrosporen heißen entsprechend Mega- bzw. Makrosporangien.
Die Bezeichnung Sporangium wurde erstmals 1779 von Jakob Friedrich Ehrhart bei Moosen verwendet, wobei er einen Teil der Sporangienwand so nannte. Die heutige Bedeutung wurde von Johannes Hedwig 1798 eingeführt. Bei den Samenpflanzen werden die Mikrosporangien als Pollensack bezeichnet und die Megasporangien als Nucellus. Diese Bezeichnungen wurden geprägt, bevor ihre Homologie mit den Sporangien der Farne und Moose von Wilhelm Hofmeister erkannt wurde.

## Nachweise
1. ↑  Wolfgang Nowotny: Myxomyceten (Schleimpilze) und Mycetozoa (Pilztiere) – Lebensformen zwischen Tier und Pflanze. In: Wolfgang Nowotny (Hrsg.): Wolfsblut und Lohblüte. Lebensformen zwischen Tier und Pflanze = Myxomycetes (= Stapfia. Band 73). Linz 2000, ISBN 3-85474-056-5, S. 7–37 (deutsch, englisch, französisch, spanisch). zobodat.at [PDF]
2. ↑  Gerhard Wagenitz: Wörterbuch der Botanik. Morphologie, Anatomie, Taxonomie, Evolution. 2., erweiterte Auflage. Nikol, Hamburg 2008, ISBN 978-3-937872-94-0, S. 22.
3. 1 2  Gerhard Wagenitz: Wörterbuch der Botanik. Die Termini in ihrem historischen Zusammenhang. 2., erweiterte Auflage. Spektrum Akademischer Verlag, Heidelberg/Berlin 2003, ISBN 3-8274-1398-2, S. 303.